# 잔만룽
잔만룽(중국어 정체자: 詹滿容, 병음: Zhān Mânróng, 한자음: 첨만용, 1956년 6월 9일 ~ )은 중화민국의 정치인이다. 2015년 비례대표의 시의원으로 당선된다.

## 학력
- 국립 정치 대학 외교학 학과
- 캔토어 대학교 석사
- 보스턴 대학교 정치학 박사

## 같이 보기
- 중국국민당